# 米奥德拉格·日夫科维奇 (雕塑家)
米奥德拉格·日夫科维奇（1928年2月1日—2020年7月31日），南斯拉夫及塞尔维亚雕塑家，贝尔格莱德艺术大学应用美术学院教授。设计了许多战役和阵亡战士纪念碑。

## 生平
1928年生于莱斯科瓦茨。1944年移居贝尔格莱德。1952年毕业于贝尔格莱德应用美术学院。后在姆拉代諾瓦茨和新贝尔格莱德的学校担任绘画教师。1957年成为自由艺术家。1969年至1970年赴智利，设计南斯拉夫移民纪念碑。1968年开始在贝尔格莱德艺术大学应用美术学院任教。1974年至1977年，担任院长。1977年至1984年，担任雕塑系主任。1991年至1996年，再度出任院长。2020年7月31日逝世。

## 荣誉
- 共和国勋章（金色花环，1971年）
- 塞尔维亚应用艺术美术家协会终身成就奖（1993年）

## 图集

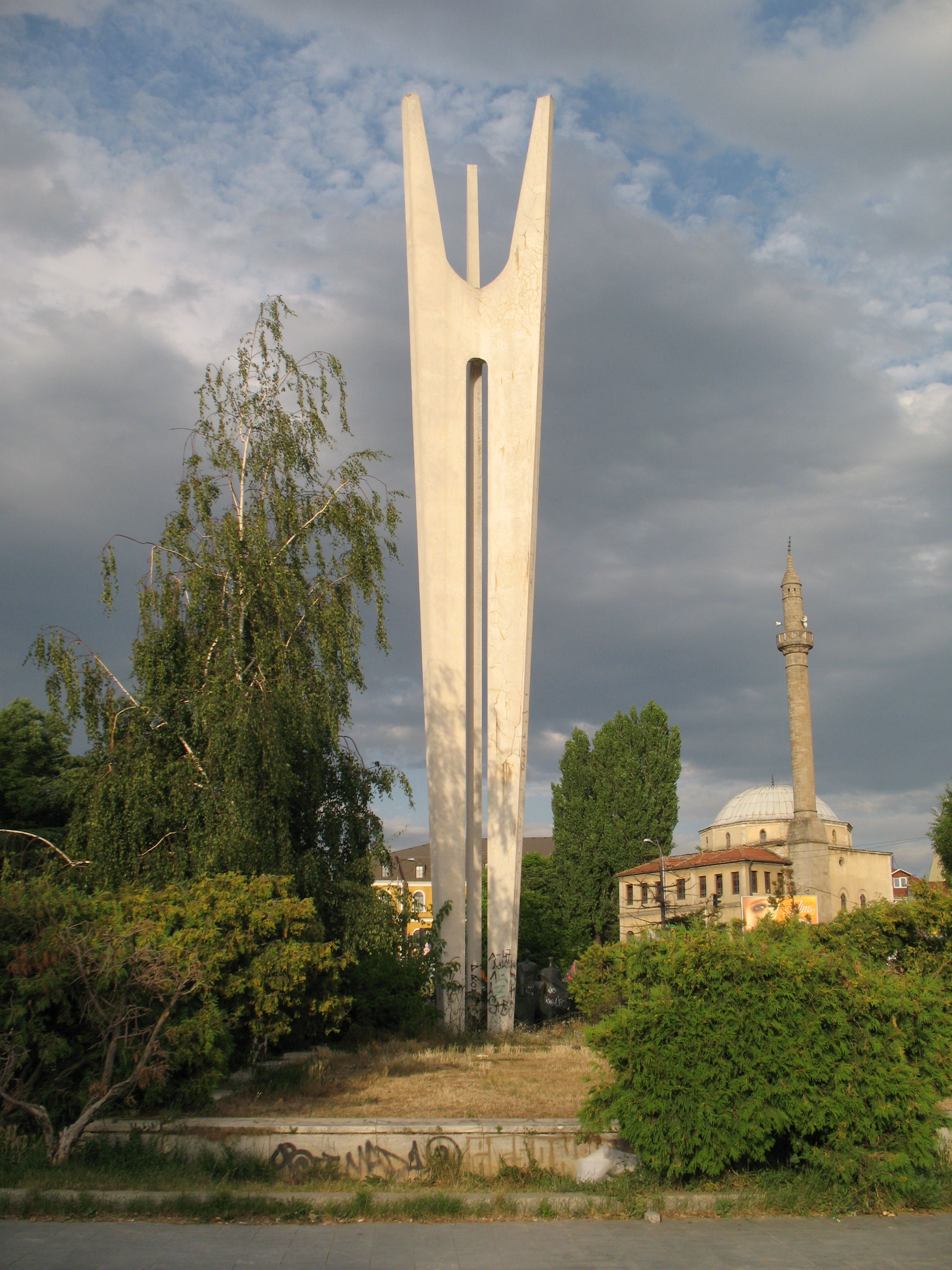
革命牺牲战士纪念碑（普里什蒂纳，1961年）
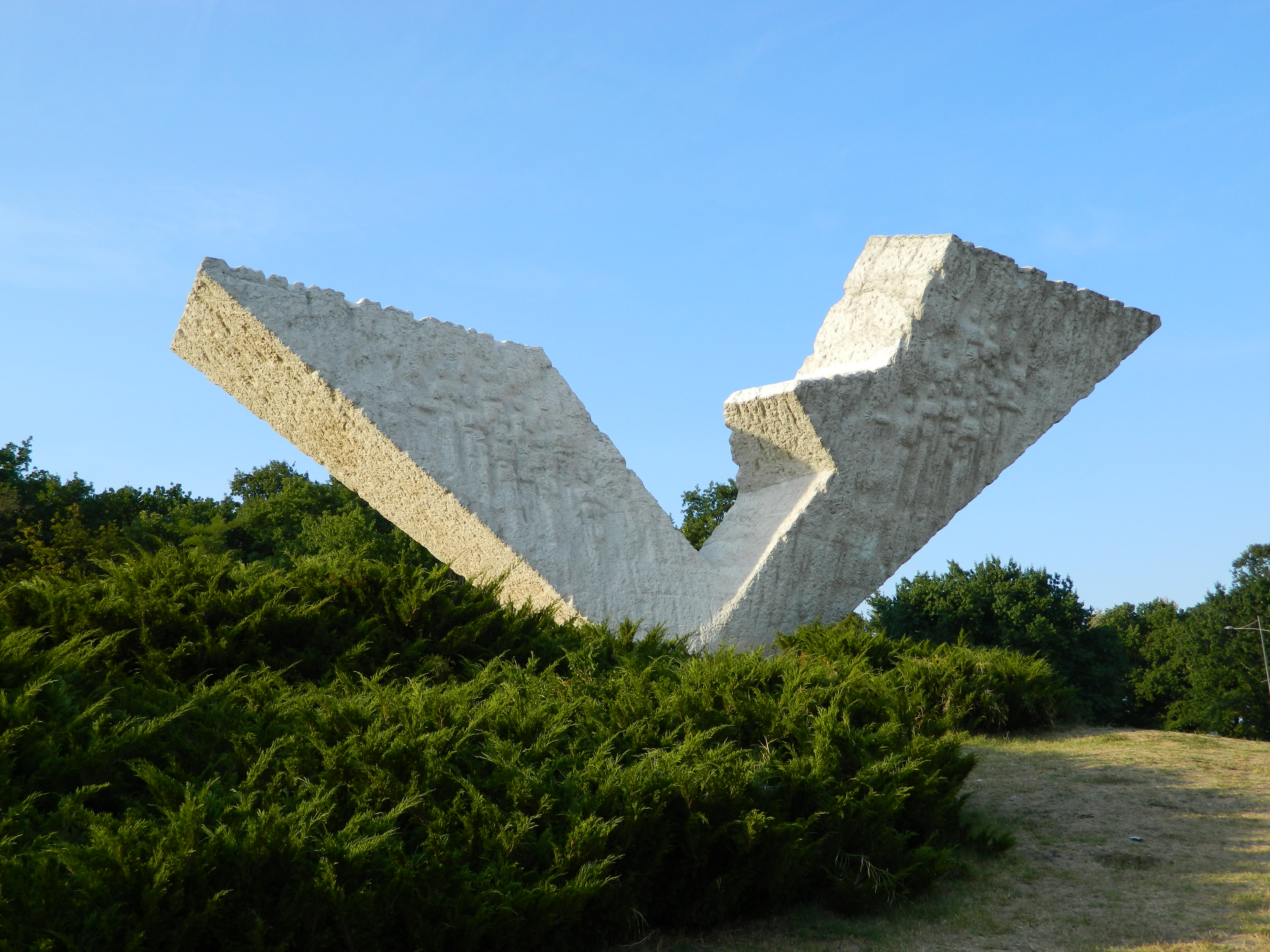
断翼（克拉古耶瓦茨，1963年）
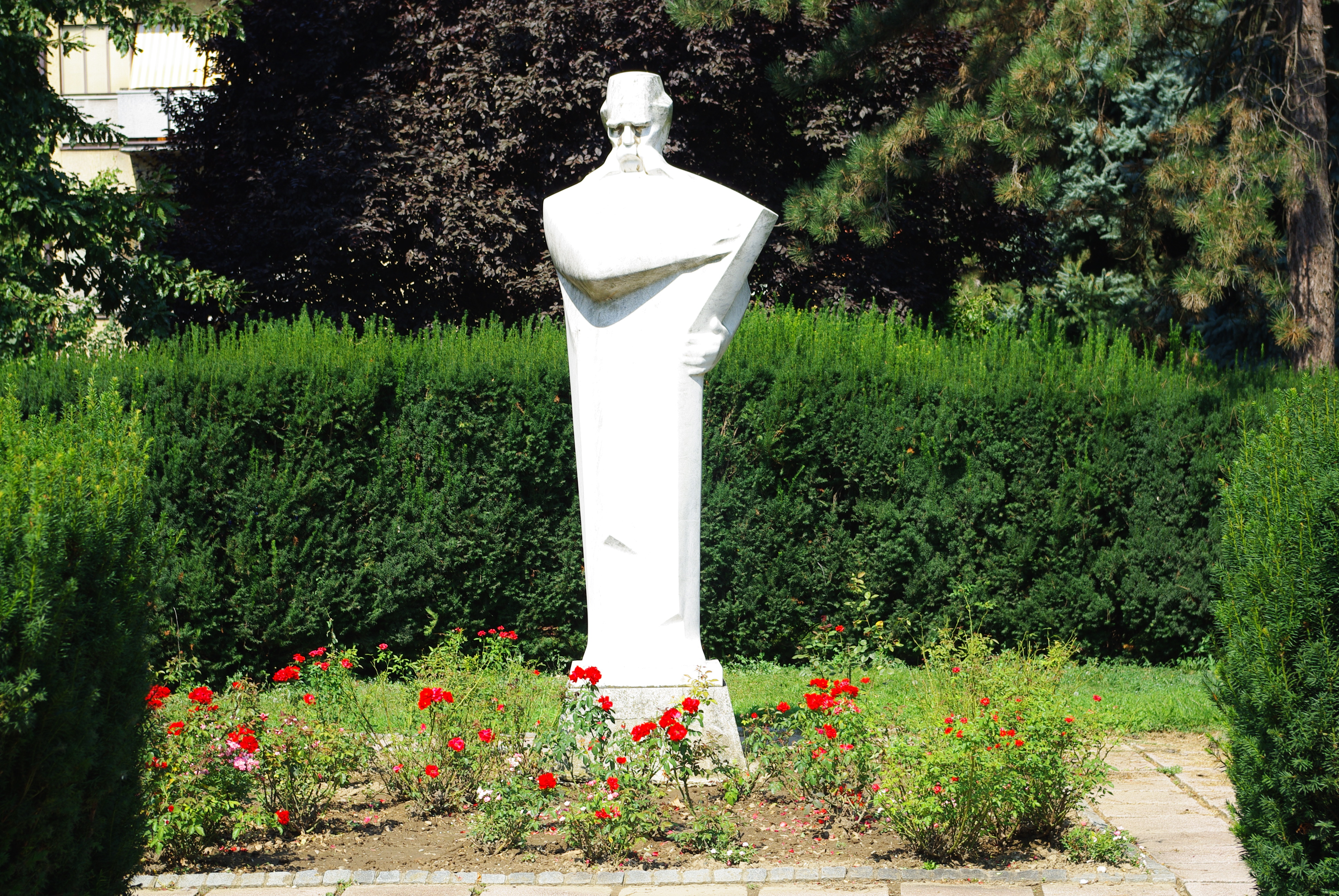
武克·斯特凡诺维奇·卡拉季奇（洛兹尼察，1964年）
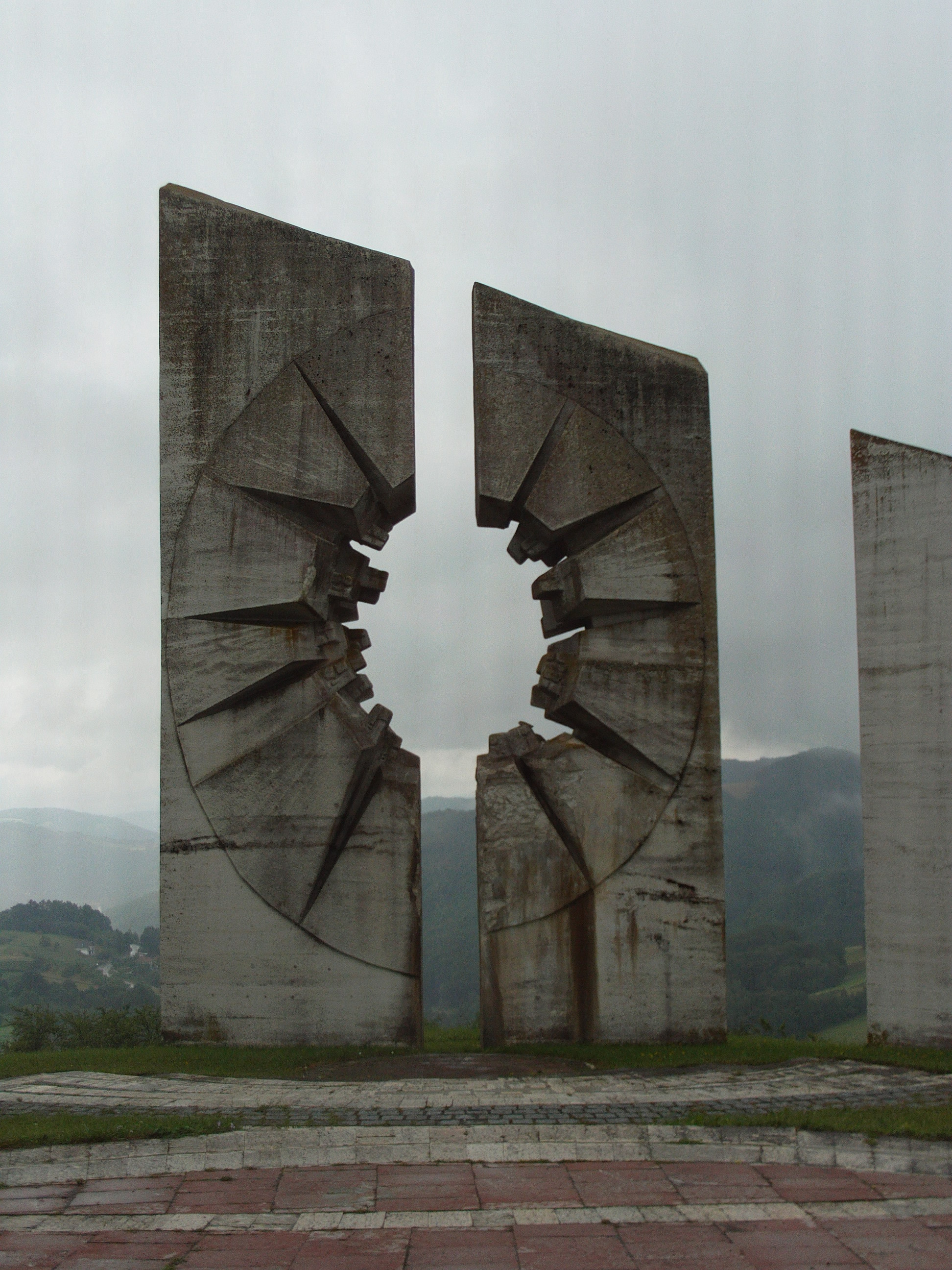
纪念碑（乌日策，1979年）
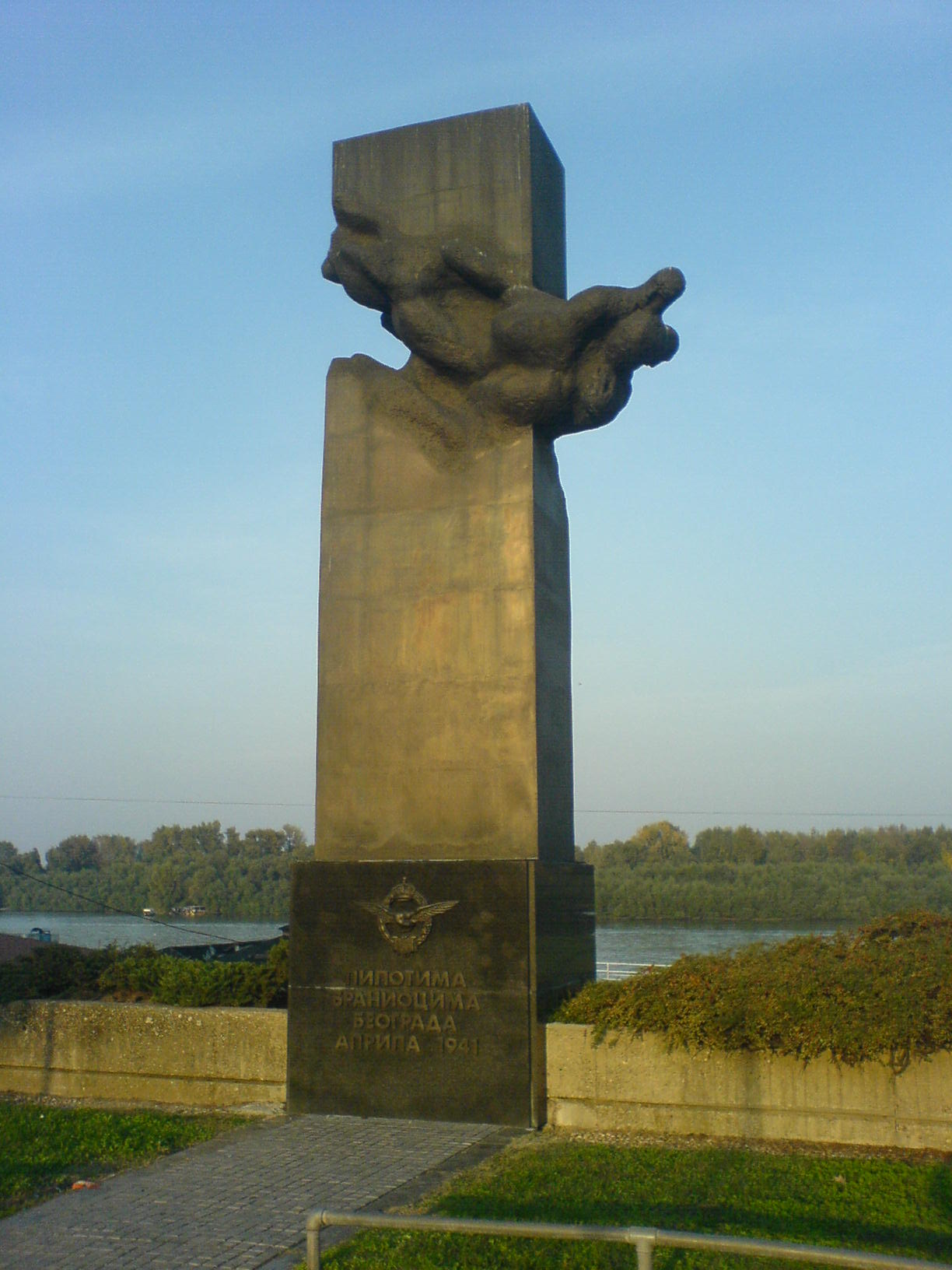
纪念南斯拉夫空军飞行员纪念碑-贝尔格莱德守卫者（新贝尔格莱德，1994年）